# UCB (empresa)
UCB (Union chimique belge) es una compañía multinacional biofarmacéutica con sede en Bruselas, Bélgica. Cada tres años, la compañía presenta el Premio UCB bajo patronazgo de la Fundación Médica Reina Isabel para la promoción de la investigación en neurociencia. El ganador de este galardón es elegido por un comité científico independiente.

## Historia
UCB fue fundada el 18 de enero de 1928 por Emmanuel Janssen, un hombre de negocios belga. Inicialmente se centraba en la industria química (fue una de las primeras compañías en conseguir la destilación del amoníaco a partir del carbón), la compañía también incluía una pequeña división farmacéutica en torno a Meurice Laboratories.
A principios de los años 1950, UCB constituyó un centró de investigación donde se desarrollaron nuevas medicinas como el Atarax (hidroxicina). Las buenas ventas permitieron a la división farmacéutica expandirse, lo que llevó al descubrimiento de otro componente importante, denominado piracetam. Esto fue etiquetado en la década de 1970 como Nootropil y utilizado para el tratamiento de problemas de memoria y equilibrio. Permanece como uno de los productos clave de UCB. En ese momento, UCB era una compañía centrada en tres áreas: farmacéutica, química y películas.
El éxito de Nootropil hizo posible a UCB la construcción de un moderno sitio farmacéutico en Braine-l'Alleud, al sur de Bruselas. Ahí, UCB desarrolló Zyrtec (cetirizina), un medicamento antihistamínico que fue un éxito de ventas. Otros importantes productos comercializados que han seguido incluyen Keppra (levetiracetam), Xyzal (levocetirizina), y Cimzia (certolizumab pegol), que fue adquirido después de la adquisición de Celltech.
A final de 2002, las divisiones de química y films fueron fusionadas y UCB añadió las actividades de resinas y adhesivos de Solutia, para formar una división de especialidades para superficies. La parte de films ha sido vendida Innovia Films en septiembre de 2004. La división de química, metilaminas y derivados fue separada y vendida posteriormente a la empresa Taminco.
En mayo de 2004, UCB adquirió la compañía británica biotecnológica Celltech, a lo que siguió en marzo de 2005 la venta del negocio en especialidades en superficies a Cytec Industries. Mediante la desinversión de todas sus actividades no farmacéuticas, y la adquisición de Celltech, UCB se transformó a sí misma en una empresa biofarmacéutica global.
En 2005, UCB inició la adquisición de la compañía farmacéutica alemana Schwarz por €4.400 millones. A julio de 2007, UCB mantenía aproximadamente el 87% de las acciones de Schwarz. La compra de Schwarz permitió a UCB introducir dos nuevos medicamentos contra las enfermedades neurodegenerativas: Neupro (rotigotina), un parche para el tratamiento de la enfermedad de Parkinson, y Vimpat (lacosamida), un nuevo anticonvulsivo.

## Operaciones
Los esfuerzos de la compañía se centran en el tratamiento de enfermedades crónicas tratadas por especialistas, particularmente en los campos de las enfermedades neurológicas (incluyendo epilepsia, enfermedad de Parkinson y síndrome de piernas inquietas), enfermedades del sistema inmunitario (artritis reumatoide, artritis psoriásica y espondiloartritis) y del sistema óseo (osteoporosis).